# Wien-diktatet
Wien-diktatet eller den Anden Wien-afgørelse var den anden af to territoriale stridigheder mellem Rumænien og Ungarn, der blev afgjort af Nazityskland og det fascistiske Italien ved starten af 2. verdenskrig. Den 30. august 1940 blev det besluttet at Rumænien skulle overdrage det nordlige Transsylvaniens territorium, inklusive hele Maramureș og en del af Crișana, til Ungarn.
Beslutningen blev omgjort i september 1944 af de allierede efter Rumænien havde skiftet side under krigen.

## Baggrund
Efter 1. verdenskrig blev det multietniske kongerige Ungarn delt af Trianon-traktaten fra 1920 for at danne flere nye nationalstater, men Ungarn bemærkede, at de nye statsgrænser ikke fulgte etniske grænser. Den nye nationalstat Ungarn var omkring en tredjedel af Ungarns størrelse før krigen, og millioner af etniske ungarere blev efterladt uden for de nye ungarske grænser. Mange historisk vigtige områder i Ungarn blev tildelt andre lande, og fordelingen af naturressourcer var ujævn. De forskellige ikke-ungarske befolkninger så generelt traktaten som retfærdighed for deres historisk marginaliserede nationaliteter, men ungarerne anså traktaten for at have været dybt uretfærdig, en national ydmygelse og en ægte tragedie.
Traktaten og dens konsekvenser dominerede Ungarns offentlige liv og politiske kultur i mellemkrigstiden, og den ungarske regering svingede mere og mere til højre. Til sidst etablerede Ungarn, under regenten Miklós Horthy, tætte forbindelser med Benito Mussolinis Italien og Adolf Hitlers Tyskland.
Alliancen med Nazi-Tyskland tillod Ungarn at genvinde det sydlige Tjekkoslovakiet i den Første Wienaftale i 1938 og Transkarpatien (i dag Zakarpatska oblast i Ukraine) i 1939. Hverken det eller den efterfølgende militære erobring af Transkarpatien i 1939 opfyldte dog Ungarns politiske ambitioner. Aftalerne tildelte kun en brøkdel af de områder, der var tabt ved Trianon-traktaten, og det tab, som ungarerne ærgrede sig mest over, var det i Transsylvanien, som var blevet afstået til Rumænien.
I slutningen af juni 1940 gav den rumænske regering efter for et sovjetisk ultimatum og tillod Moskva at overtage både Bessarabien og det nordlige Bukovina, som var blevet indlemmet i Rumænien efter 1. Verdenskrig, samt Hertsa-regionen. Det territoriale tab var forfærdeligt set fra deres perspektiv, men den rumænske regering foretrak det frem for en militær konflikt med Sovjetunionen, som den vidste, den ikke kunne vinde. Den ungarske regering tolkede imidlertid det faktum, at Rumænien permanent havde opgivet nogle områder, som en indrømmelse af, at det ikke længere insisterede på at holde sit nationale territorium intakt under pres. Den sovjetiske besættelse af Bessarabien og det nordlige Bukovina inspirerede således Budapest til at eskalere sine bestræbelser på at løse "spørgsmålet om Transsylvanien". Ungarn håbede på at få så meget af Transsylvanien som muligt, men rumænerne afviste kravene og forelagde kun en lille region til overvejelse. Til sidst strandede de ungarsk-rumænske forhandlinger helt.
Som følge heraf blev Rumænien og Ungarn tvunget til at acceptere aksemagternes voldgift.
I mellemtiden havde den rumænske regering imødekommet Italiens anmodning om territoriale afståelser til Bulgarien, en anden tysk-allieret nabo. Den 7. september 1939 afstod Rumænien ved Craiova-traktaten det sydlige Dobruja til Bulgarien.

## Diktatet
Den 1. juli 1940 afviste Rumænien den engelsk-franske garanti af 13. april 1939, som var blevet værdiløs ved Frankrigs fald. Næste dag sendte kong Carol II et brev til Hitler, hvori han foreslog Tyskland at sende en militær mission til Rumænien og forny alliancen fra 1883. Tyskland brugte Rumæniens nye desperation til at gennemtvinge en revision af den territoriale løsning, som blev udarbejdet af fredskonferencen i Paris i 1919 til fordel for Tysklands gamle allierede: Ungarn og Bulgarien. I en brevveksling mellem Carol og Hitler (5.-15. juli) insisterede Carol på, at ingen territorial udveksling skulle finde sted uden en befolkningsudveksling, og Hitler betingede tysk goodwill over for Rumænien af, at Rumænien havde gode forbindelser med Ungarn og Bulgarien. Den rumænske udenrigsminister var Mihail Manoilescu; den tyske ministerbefuldmægtigede i Bukarest var Wilhelm Fabricius.
I overensstemmelse med tyske ønsker indledte Rumænien forhandlinger med Ungarn i Turnu Severin den 16. august. Det oprindelige ungarske krav var 69.000 km2 territorium med 3.803.000 indbyggere, hvoraf næsten to tredjedele var rumænske. Forhandlingerne blev afbrudt den 24. august. Den tyske og italienske regering foreslog derefter en voldgift, som i referatet fra det rumænske kronråd af 29. august blev karakteriseret som "kommunikation med ultimativ karakter foretaget af den tyske og italienske regering".
Rumænerne accepterede, og udenrigsministrene Joachim von Ribbentrop fra Tyskland og Galeazzo Ciano fra Italien mødtes den 30. august 1940 i Belvedere-paladset i Wien. De reducerede de ungarske krav til 43.492 km2, med en befolkning på 2.667.007. Traktaten blev underskrevet af den ungarske udenrigsminister István Csáky og den rumænske udenrigsminister Mihail Manoilescu. Et rumænsk kronråd mødtes natten over den 30.-31. august for at acceptere voldgiften. På mødet krævede Iuliu Maniu, at Carol abdicerede, og at den rumænske hær skulle modstå den ungarske magtovertagelse af det nordlige Transsylvanien. Hans krav blev pragmatisk afvist.
Befolkningsstatistikker i det nordlige Transsylvanien og ændringerne efter tildelingen præsenteres i detaljer i næste afsnit. Resten af Transsylvanien, med 2.274.600 rumænere og 363.200 ungarere, forblev en del af Rumænien.

### Teksten til Wien-diktatet
1. Den endelige grænselinje, som adskiller Rumænien fra Ungarn, vil svare til den, der er markeret på det geografiske kort, der er vedhæftet her. En rumænsk-ungarsk kommission vil bestemme detaljerne for ruten på stedet.
2. Det rumænske område, der er tildelt Ungarn, vil blive evakueret af rumænske tropper inden for 15 dage og udleveret i god stand. De forskellige faser af evakueringen og besættelsen, såvel som deres modaliteter, vil blive fastlagt i en rumænsk-ungarsk kommission. Den ungarske og rumænske regering vil sikre, at evakueringen og besættelsen gennemføres i fuld orden.
3. Alle rumænske undersåtter, der på denne dag er bosat på det område, der skal afstås af Rumænien, opnår ungarsk statsborgerskab uden nogen formaliteter. De vil få lov til at vælge det rumænske statsborgerskab inden for 6 måneder. De mennesker, der vil udøve denne ret, vil forlade det ungarske territorium inden for en yderligere periode på 1 år og vil få lov til at flytte ind i Rumænien. De vil uden nogen hindring være i stand til at tage deres løsøre, for at afhænde deres faste ejendom, indtil deres afrejsetidspunkt, og tage det resulterende produkt med sig. Hvis likvidationen mislykkes, vil disse personer blive kompenseret af Ungarn. Ungarn vil løse alle spørgsmål i forbindelse med overflytning af optanter på en bred og imødekommende måde.
4. Rumænske undersåtter af ungarsk race, etableret i det territorium, som Ungarn afstod i 1919 til Rumænien, og som forblev under statens suverænitet, får ret til at vælge ungarsk statsborgerskab inden for en periode på 6 måneder. Principperne i stk. 3 gælder også for personer, der udøver denne ret.
5. Den ungarske regering forpligter sig højtideligt til fuldt ud at assimilere det rumænske folk med andre ungarske undersåtter, som på grundlag af ovennævnte voldgift vil erhverve ungarsk statsborgerskab. På den anden side tager den rumænske regering samme højtidelige tilsagn med hensyn til sine ungarske undersåtter, som vil forblive på det rumænske territorium.
6. Detaljerne som følge af overdragelsen af suverænitet vil blive reguleret af en direkte aftale mellem de rumænske og ungarske regeringer.
7. Skulle der opstå vanskeligheder eller tvivl under anvendelsen af denne voldgift, vil den rumænske og den ungarske regering søge at nå til enighed direkte. Hvis der ikke opnås enighed, vil tvisten blive forelagt det Tyske Rige og Italiens regeringer, som vil vedtage en endelig løsning.

## Statistikker
Det pågældende område dækkede et område på 43.104 km2, eller 43..492 km2 (afhængig af kilden). Den rumænske folketælling i 1930 registrerede for regionen en befolkning på 2.393.300. I 1941 gennemførte de ungarske myndigheder en ny folketælling, som registrerede en samlet befolkning på 2.578.100. Begge folketællinger spurgte sprog og nationalitet hver for sig. Ifølge de rumænske skøn i 1940 forud for Wien-diktatet var omkring 1.300.000 mennesker eller 50% af befolkningen rumænske, mens der ifølge de ungarske skøn i 1940 kort efter Wien-diktatet var omkring 1.150.000 mennesker eller 48% af befolkningen var rumænsk.  Resultaterne af begge folketællinger er opsummeret i denne tabel:
| Nationalitet/ Sprog | 1930 rumænsk folketælling | 1930 rumænsk folketælling | Ungarsk folketælling 1941 | Ungarsk folketælling 1941 | 1940 rumænsk (skøn) |
| Nationalitet/ Sprog | Nationalitet              | Sprog                     | Nationalitet              | Sprog                     | 1940 rumænsk (skøn) |
| ------------------- | ------------------------- | ------------------------- | ------------------------- | ------------------------- | ------------------- |
| ungarsk             | 912.500                   | 1.007.200                 | 1.380.500                 | 1.344.000                 | 968.371             |
| rumænsk             | 1.176.900                 | 1.165.800                 | 1.029.000                 | 1.068.700                 | 1.304.898           |
| tysk                | 68.300                    | 59.700                    | 44.600                    | 47.300                    | N/A                 |
| jødisk/jiddisch     | 138.800                   | 99.600                    | 47.400                    | 48.500                    | 200.000             |
| Andet               | 96.800                    | 61.000                    | 76.600                    | 69.600                    | N/A                 |

## Ophævelse
Den anden Wien-diktat blev annulleret af den allierede kommission gennem våbenstilstandsaftalen med Rumænien (12. september 1944), hvis artikel 19 fastsatte følgende:
De allierede regeringer betragter afgørelsen fra Wien-diktatet vedrørende Transsylvanien som ugyldig og er enige om, at Transsylvanien (den største del heraf) skal returneres til Rumænien, med forbehold for bekræftelse ved fredsaftalen, og den sovjetiske regering accepterer, at sovjetiske styrker skal deltage til dette formål i fælles militæroperationer med Rumænien mod Tyskland og Ungarn.
Det skete efter kong Michaels kup den 23. august 1944, da Rumænien skiftede side og sluttede sig til de allierede. Derefter bekæmpede den rumænske hær Nazityskland og dets allierede, først i Rumænien og senere i det tyskbesatte Ungarn og Slovakiet, såsom under Budapest-offensiven, belejringen af Budapest, Bratislava-Brno-offensiven og Prag-offensiven. Efter slaget ved Carei den 25. oktober 1944 var hele det nordlige Transsylvaniens territorium under kontrol af rumænske og sovjetiske tropper. Sovjetunionen beholdt den administrative kontrol indtil 9. marts 1945, hvor det nordlige Transsylvanien vendte tilbage til Rumænien.
Paris-fredstraktaterne fra 1947 bekræftede igen grænserne mellem Rumænien og Ungarn, som de oprindeligt var blevet defineret i Trianon-traktaten 27 år tidligere.